# Bolivia (Carolina del Nord)
Bolivia è una località degli Stati Uniti d'America, capoluogo della contea di Brunswick, nello Stato della Carolina del Nord.